# Cali≠gari
Pour les articles homonymes, voir Cali, Gari et Caligari.
 (novembre 2012).
Si vous disposez d'ouvrages ou d'articles de référence ou si vous connaissez des sites web de qualité traitant du thème abordé ici, merci de compléter l'article en donnant les références utiles à sa vérifiabilité et en les liant à la section « Notes et références ».
cali≠gari (カリガリ), anciennement cali+gari, est un groupe de rock japonais. Il tient son nom du film expressionniste allemand le Cabinet du docteur Caligari (1920).

## Histoire
Le groupe a parcouru durant sa carrière différents styles musicaux, le plus souvent le rock, le punk, la pop, le jazz, l'electro et plus rarement le hip-hop. C'est cette exploration de tous ces styles qui fait de cali≠gari un groupe unique et varié.
Il fait également partie des mouvements angura Kei et eroGuro (chansons à caractère sexuel). En effet, de nombreuses compositions de cali≠gari contiennent des textes ainsi que des bruitages (le plus souvent des cris comme sur Erotopia) à caractère sexuel. Dans certains lives, Ao, le guitariste et leader du groupe, se travestit très grossièrement et mime la fellation à une drag queen présente sur scène qui est à moitié dénudée. Le groupe ne se prend pas au sérieux et c'est ce qui fait son charme: ils osent tout! Cet ensemble constituant l'univers si riche de cali≠gari.
À noter que certaines pistes des albums sont des sketchs du groupe (le fameux Aoe san!) ou encore des dramas.
cali≠gari est un groupe très productif: il a sorti plusieurs démos à ses débuts, suivi d'une série de 9 albums séparés (les 8 dai JIKKENSHITSU ainsi que le mini-album Blue Film), tout cela entrecoupé par une demi-douzaine de singles, deux best-of (Saikyouiku et Good Bye) et quelques rares clips (Maguro, Blue Film, Haikara.Satsubatsu.Haiso.Zessa et Seishun kyousoukyoku). Ils sont passés major après l'album Dai 6 JIKKENSHITSU. Le groupe a également sorti des DVD de leurs concerts dont le DVD Kyuu (9) qui n'est rien d'autre que leur dernier concert, filmé à l'Hibiya Yagai Ongakudo, Tōkyō.
Le groupe a été fondé en 1993 par Ao et a connu plusieurs changements de line-up, les plus importants étant les deux Shuuji: les deux principaux chanteurs que cali≠gari a eu. Le premier arborant plus le punk et le second ayant une voix plus douce et plus pop.
Le groupe décide de faire une "pause" en 2003 après 10 ans d'existence, chaque membre rejoignant ou créant un nouveau groupe.

## Formation
- Isshi Shuuji (石井 秀仁) – Chant
- Sakurai Ao (桜井青) – Guitare
- Murai Kenjirou (村井研次郎) - Basse
- Takei Makoto (武井誠) - Batterie

## Discographie

### Démos
- Dai 1 Jikkenshitsu (28 janvier 1994)
- Sennou (15 mai 1994)
- Outo (21 août 1997)
- Oyasumi Nasai (30 août 1997)
- Outo Oyasuma Nasai (1er novembre 1997)

### Singles et Maxi-singles
- Kimi ga Saku Yama (5 mai 2000)
- Dai 7 Jikkenshitsu Yokokuban ~maguro~ (4 avril 2002)
- Dai 2 Jikkenshitsu Kaiteiban (12 juillet 2002)
- Dai 2 Jikkenshitsu Kaiteiban ~Kaiteiyokokuban~
- Shitasaki 3-pun Size (30 octobre 2002)
- Seishun Kyousoukyoku ~seiunrisshi-hen~ (21 février 2003)

### Albums et Mini-Albums
- Dai 2 Jikkenshitsu (17 août 1996)
- Dai 3 Jikkenshitsu (6 juin 1998)
- Dai 4 Jikkenshitsu (12 décembre 1998)
- Dai 5 Jikkenshitsu (27 juin 1999)
- Blue Film (7 juillet 2000)
- Saikyouiku (1er janvier 2001)
- Dai 6 Jikkenshitsu (14 mars 2001)
- cali gari Janai Janai (T_T) (20 décembre 2001)
- Dai 7 Jikkenshitsu (4 avril 2002)
- 8 (5 mars 2003)
- Good Bye (22 juin 2003)

## Vidéographie
- Soumatou (VHS, 8 août 1998)
- Fuyu no Hi (VHS, 27 décembre 1999)
- Promotion 1 (VHS, 19 mai 2000)
- Kyuu (DVD, 21 septembre 2003)